# Source du droit
 (décembre 2015).
 (février 2018).
Améliorez-le ou discutez des points à vérifier. 
Le terme « source du droit » désigne habituellement dans les ouvrages de droit tout ce qui contribue, ou a contribué, à créer l'ensemble des règles juridiques applicables dans un État à un moment donné (le droit positif et le droit non écrit). Selon une autre définition, les sources du droit sont les prémisses de tout raisonnement juridique. En ce sens, les sources du droit ne sont pas « ce qui contribue à créer du droit » ni l'origine du droit, mais le point de départ d'un raisonnement, le droit naturel.
Dans les pays de droit écrit, les principales sources du droit sont des textes tels que les traités internationaux, les constitutions, les lois, les règlements. Cependant, d'autres sources sont parfois admises selon la matière, telles que la coutume, les principes généraux du droit consacrés par la jurisprudence - parfois inspirée par la doctrine des juristes spécialisés (professeurs, avocats, magistrats…).
Les sources du droit sont un critère de la détermination du système juridique du pays considéré, selon qu'il y ait plus de considération pour le droit écrit (droit civil), la jurisprudence (Common law), la coutume (droit coutumier) ou les principes de la religion d'État (droit religieux).
Pour les Communautés européennes, « seule fait foi la version imprimée de la législation européenne telle que publiée dans les éditions papier du Journal officiel de l'Union européenne ».

## Les sources formelles
Se dit d’une source formelle un document qui atteste l’existence de la règle de droit. C’est la raison pour laquelle on parle de droit écrit - qui s’oppose au droit non écrit, plus connu sous le nom de droit coutumier. La source formelle regroupe donc une palette de textes hiérarchisés en fonction des autorités (maire, préfet, Parlement, autorité administrative) à même de rédiger ces textes et du degré auquel ils sont pris (au niveau national ou international).
Parmi les textes, on distingue :
- La Constitution : ensemble de règles/principes/normes qui sont appliqués par le pouvoir de contrainte à une population donnée sur un espace délimité. La constitution varie d’un pays à l’autre du fait de la position géographique mais surtout du passé historique.
- La loi : qui fixe des règles concernant un certain nombre de matières et détermine les principes fondamentaux de certaines autres matières. Dit différemment – et simplement –, une loi se traduit par un principe (ou une règle) assorti d’une sanction lorsqu’il n’est pas respecté. La loi se différencie ainsi de la règle (qui est un texte qui vise à obliger une personne − ou un groupe de personnes − à agir dans un sens, sans pour autant engager de sanctions en cas de non-respect) et de la norme (qui est une contrainte morale, c’est-à-dire qu’aucun texte n’en atteste mais qu'il faut s’y conformer). La loi est votée par le Parlement puis promulguée par le Président de la République. Elle est enfin publiée au Journal officiel (format papier et électronique) car « nul n’est censé ignorer la loi ».
- Le règlement : ensemble d’actes pris par le gouvernement ou des décisions prises par le pouvoir exécutif et les autorités administratives. Il intervient dans les domaines pour lesquels la loi ne se prononce pas, pour préciser la loi ou afin de faciliter son exécution. Le règlement fixe généralement des règles de gestion, d’administration ou des prescriptions qui doivent être suivies par les personnes visées. Il y a plusieurs types de règlements:
  - Les règlements de base et les règlements d’application en droit communautaire. Le règlement de base prévoit des règles essentielles tandis que le règlement d’application organise les dispositions techniques. De ce fait, la validité du règlement d’application dépend du règlement de base.
  - Les règlements administratifs édictent une disposition générale et impersonnelle. Il existe plusieurs types de règlements administratifs :
    - Le décret : acte pris par le Premier ministre ou le Président de la République (là encore, plusieurs types de décrets: décret-loi, décret simple, décret d’application).
    - L'arrêté : pris par les ministres, les préfets, les sous-préfets et certains maires en fonction de leurs attributions.
    - La circulaire (dans une certaine mesure) : texte qui permet aux autorités administratives d’informer leurs services ou d’adresser des instructions spécifiques.
- Les textes internationaux qui se traduisent par la signature de traités par les États.
- Les textes à l’échelle nationale, telles que les ordonnances, les décisions présidentielles et les lois référendaires.

La typographie susmentionnée fait l’objet d’une hiérarchie. On parle de hiérarchie des normes en droit français, schématisée par la pyramide des normes de Hans Kelsen.

## Les sources informelles
Les traces écrites ne sont pas les seules sources du droit. Les traces orales ont également leur place dans la construction du droit (des règles de droit). En effet, bien avant la première Constitution écrite en France – celle de 1791 – la Constitution était coutumière. Se dit d’une Constitution coutumière, un ensemble de règles non écrites qui sont le fruit de traditions, d’usages répétés et de principes respectés pendant des générations.
En France, il faut considérer les Lois fondamentales du royaume, en date du XVIe siècle. Ces lois régissent le fonctionnement de l’État monarchique de l’époque, ce qui explique leur caractère constitutionnel ; elles sont issues de la tradition et sont supérieures à l’autorité royale.

## Exemples
- Les sources d'exception qui expriment et créent une légitimité de rupture à l'exemple de mouvement de revendication, révolution, démonstration de force, etc.
- Les sources institutionnelles sont celles qui rendent concrète l'existence du droit, ce sont les trois pouvoirs classiques qui existent dans l'État : le pouvoir législatif, judiciaire et exécutif. Ils sont appelés à donner matériellement naissance au droit.
- Les sources documentaires du droit national qui émanent de tous procédés par lesquels le droit s'exprime. Ainsi la loi, les règlements, la coutume, les codes, les publications parues dans les Journaux Officiels, etc.
- Les sources documentaires du droit international qui émanent des conventions internationales, protocoles, chartes, la coutume internationale, la jurisprudence internationale et les principes généraux du droit reconnus par la plupart des pays.